# 藤村実穂子
藤村 実穂子（ふじむら みほこ）は、1966年、岐阜県生まれ、日本のメゾソプラノ歌手である。世界中で活躍し、欧米における「現在最高のメゾの一人」と称される。
東京芸術大学音楽学部声楽科卒業、同大学院修了後、ミュンヘン音楽大学大学院に留学し研鑚を積む。在院中にワーグナー・コンクール（バイロイト）で事実上の優勝、マリア・カナルス・コンクール優勝など数々の国際コンクールに入賞後、2000年までオーストリア、グラーツ歌劇場の専属歌手となる。現在はフリーの歌手として世界中で大活躍している。 
2002年、バイロイト音楽祭の『ニーベルングの指環』において、主役級としては日本人として初めてフリッカ（『ラインの黄金』、『ワルキューレ』）という主役に抜擢され、一躍注目を浴びる。その後も同音楽祭に毎年主役で出演し、9年連続出演という日本人初記録を立てると同時に、ワルトラウテ（『神々の黄昏』）、エルダ（『ラインの黄金』、『ジークフリート』）、ブランゲーネ（『トリスタンとイゾルデ』）、また2008年には新演出で『パルジファル』のヒロインであるクンドリーという超主役も2年連続で歌っている。
その他ミラノ・スカラ座、ロイヤル・オペラ・ハウスロンドン、ウィーン国立歌劇場、バイエルン州立歌劇場、ザルツブルク祝祭大劇場、ブエノスアイレス・テアトロ・コロン、フィレンツェ五月音楽祭、シャトレ劇場、マドリードテアトロ・レアル、ザクセン州立歌劇場、ベルリン・ドイツ・オペラ、ルツェルン音楽祭、ナポリ・サン・カルロ劇場、ジュネーヴ大劇場、エクス＝アン＝プロヴァンス国際音楽祭、ヴェローナなどの著名歌劇場、音楽祭に定期的に出演している。
また、コンサート歌手としてもウィーン・フィルハーモニー管弦楽団、ベルリン・フィルハーモニー管弦楽団、ロイヤル・コンセルトヘボウ管弦楽団、バイエルン放送交響楽団、ロンドン・フィルハーモニー管弦楽団、ローマ聖チェチーリア音楽院管弦楽団、ロンドン交響楽団、パリ管弦楽団、 ミュンヘン・フィルハーモニー管弦楽団、フィラデルフィア管弦楽団、ワシントン・ナショナル交響楽団、ロサンジェルス・フィルハーモニック、モントリオール交響楽団、ルツェルン祝祭管弦楽団、ミラノ・スカラ座フィルハーモニー管弦楽団、バーミンガム市交響楽団、バンベルク交響楽団、マーラー室内管弦楽団、ライプツィヒ・ゲヴァントハウス管弦楽団、北ドイツ放送交響楽団、ロシア・ナショナル管弦楽団等とも定期的に共演し続けている。
これまでに共演した著名指揮者として、クリスティアン・ティーレマン、クラウディオ・アバド、ズービン・メータ、クリストフ・エッシェンバッハ、ベルナルト・ハイティンク、コリン・デイヴィス、クルト・マズア、マリス・ヤンソンス、シャルル・デュトワ、ミヒャエル・ギーレン、リッカルド・シャイー、ダニエレ・ガッティ、ケント・ナガノ、フランツ・ウェルザー＝メスト、チョン・ミョンフン、ファビオ・ルイージ、ダニエル・ハーディング、セミヨン・ビシュコフ、ジョナサン・ノット、アンドリス・ネルソンス、グスターボ・ドゥダメル、ヤニック・ネゼ＝セガン、ドナルド・ラニクルズ、ヘスス・ロペス＝コボス等の名が挙げられる。
藤村の参加した「マーラー交響曲第8番『千人の交響曲』」グスターボ・ドゥダメル指揮、ロサンジェルス・フィルハーモニック(ドイツ・グラモフォン)が2022年第64回グラミー賞最優秀合唱賞に選ばれた。
プラシド・ドミンゴ（トリスタン）、アントニオ・パッパーノ指揮による『トリスタンとイゾルデ』（EMI）を録音、またマイケル・ティペット作曲『我らが時代の子』（コリン・ディヴィス指揮、ロンドン交響楽団）の録音で第51回グラミー賞最優秀歌唱演奏賞にノミネートされた。また『ドイツ歌曲集』(リュッケルト歌曲集、ヴェーゼンドンク歌曲集ほか）でレコード芸術特選盤に選出される。
日本においては、2001年～2004年の新国立劇場における『指環』上演、いわゆる「トーキョー・リング」ツィクルスのプレミエにおいて登場し、フリッカ、ワルトラウテを歌い絶賛された。その後も同劇場には『ドン・カルロ』、『イドメネオ』、『ウェルテル』で出演、また新日本フィルハーモニー交響楽団との『ばらの騎士』、『ペレアスとメリザンド』及び「大地の歌」、NHK交響楽団との｢第九｣、｢交響曲第3番(マーラー)｣、東京、大阪、名古屋での「歌曲の夕べ」（NHK教育テレビ「芸術劇場」にて放映）、NHKニューイヤーオペラコンサートなどに出演している。
また東日本大震災に非常に心を痛め、被災者救援チャリティーコンサートのために、過密なスケジュールを繰り合わせて急遽日本に帰国し、2011年4月10日ズービン・メータ指揮N響｢第九｣公演(東京文化会館)、2011年6月5日ケント・ナガノ指揮青学管弦楽団ベンテュス編曲5つの日本歌曲(青学講堂)、2011年10月19日HOPE JAPAN(日本歌曲5曲アカペラ、東京文化会館）の各公演に、無報酬で出演する。
これまでの日本人オペラ歌手は、有名歌劇場で歌った経験がある、あるいは日本人の役である「蝶々夫人」（ソプラノ）で欧州歌劇場を一時回って歌ったことがあったということを日本で売りにして、欧米よりも日本国内で有名になった。藤村の場合は大きく違い、その活動のほとんどを欧米で、しかも不断に行っていることである。海外に居住する日本人音楽家は数々いるが、欧米で「最高のメゾソプラノの一人」と呼ばれ、フリーでここまで引っ張りだこで活躍し、また日本人の容姿であるのに欧米人として、一流の欧米歌手達と一緒に舞台に立って演技をし、「女神」「スター」「これ以上の適役歌手はいない」と各誌で絶賛される日本人歌手はこれまでいなかった。「日本人だから」という理由で自動的に「蝶々夫人」として起用されるのではなく、声楽技術、演技力といった実力で歌劇場や指揮者に気に入られたという、いわば本場で認められた初の日本人歌手といえる。
また本人はインタビューで「実穂子」が「美穂子」と間違って記述されることを「非常に嫌だ」と語っている。

## 受賞歴
- 第12回出光音楽賞（2002年）
- 第54回芸術選奨新人賞（2003年）
- 第37回エクソンモービル音楽賞洋楽部門奨励賞（2007年）
- 第44回サントリー音楽賞（2013年）
- 紫綬褒章（2014年秋）[1]
- 第64回グラミー賞「最優秀合唱パフォーマンス賞」受賞作に参加（2022年）[2]
- 文化功労者（2024年）[3]